# Чарна (приток Вислы)
Чарна (пол. Czarna — «Чёрная») — река в юго-восточной Польше, левый приток Вислы. Начинается в болотах Бяле-Луги к западу от деревни Цисув на юго-восточной окраине Свентокшиских гор. Протекает по Свентокшискому воеводству на юго-восток. Впадает в Вислу недалеко от города Поланец. Длина — 61 км, площадь водосборного бассейна — 1358,6 км². Бассейн реки охватывает южную часть Келецкой возвышенности (Свентокшиские горы, Шидловские предгорья) и восточная часть Нидзянской котловины (Поланецкой впадины).
На 34-м километре, между деревнями Ракув и Корытница — водохранилище Ханьча, крупнейшее в Свентокшиском воеводстве. В селе Рытвяны река питает большой комплекс рыбоводных прудов.
Притоки: Лукавка, Лаговица (левые), Всходня, Дэста (правые).
Форма рельефа водосборного бассейна разнообразна. Северная часть представляет собой возвышенность с крутыми, плотно расположенными холмами (Орловиньские горы и другие). Холмы покрыты еловыми и буковыми лесами. Центральная часть водосбора пологохолмистая, южная слабоволнистая и равнинная. Для Шидловского предгорья характерны возвышенности с плавно вытянутыми холмами высотой от 180 до 190 и от 220 до 300 м над уровнем моря, которые пересекают глубокие долины Лаговицы и Чарны.